# Centrum metróállomás
A Centrum egy metróállomás Varsóban a varsói M1-es metró vonalán.

## Szomszédos állomások
A metróállomáshoz az alábbi állomások vannak a legközelebb:
- Świętokrzyska (M1-es metróvonal, Młociny)
- Politechnika (M1-es metróvonal, Kabaty)

## Átszállási kapcsolatok
| M1 (Młociny ↔ Kabaty) | |                                                                        |
| Állomás               | Átszállási kapcsolatok | Fontosabb létesítmények                                                |
| Centrum               | 117, 127, 128, 131, 158, 171, 175, 501, 507, 517, 519, 520, 521, 522, 525 4, 7, 9, 15, 18, 22, 24, 25, 35 Vasút: S1, S2, S3, R1, R2, R3, R7, R8 | Warszawa Śródmieście, Warszawa Centralna, Kultúra és Tudomány Palotája |